# Tablo
Tablo (Hangul: 타블로, ur. 22 lipca 1980), właśc. Daniel Armand Lee (kor. Lee Seon-woong; Hangul: 이선웅) – koreańsko-kanadyjski raper, autor tekstów, producent, autor i przedsiębiorca; także były aktor i osobowość radiowa. Tablo jest najlepiej znany jako lider i producent koreańskiej grupy hip-hopowej Epik High, a także założyciel niezależnej wytwórni muzycznej HIGHGRND (High Ground), do której należą zespoły Hyukoh i The Black Skirts.
Tablo został zatrudniony jako autor tekstów jeszcze w liceum. Pod okiem Tobiasa Wolffa Tablo ukończył studia na Uniwersytecie Stanforda z wyróżnieniem w literaturze angielskiej i kreatywnym pisaniu. Następnie przeniósł się do Korei, gdzie w 2001 roku założył Epik High wraz z DJ Tukutz i Mithra Jin. Od tego czasu grupa wydała m.in. 10 pełnometrażowych albumów, a Tablo wyprodukował i współnapisał wszystkie utwory. Jego debiutancki solowy album, Fever's End, został wydany w 2011 roku.
Poza Epik High, Tablo jest producentem i autorem tekstów dla innych artystów, angażował się w projekty kolaboracyjne, takie jak Borderline, Eternal Morning i Anyband. Jego muzyka łączy wiele stylów, od trance, trip hopu, po rock. Tablo jest również autorem bestsellera Pieces of You, opublikowanej w języku angielskim i koreańskim, oraz Blonote. W 2005 roku zadebiutował w serialu Nonstop. W 2015 roku Tablo opuścił swój program radiowy, Tablo's Dreaming Radio stacji MBC FM4U, po jedenastu latach, w celu skupienia się na muzycznej podwytwórni YG – HIGHGRND.

## Biografia

### 1980–2003: Wczesne życie i początki kariery
Rodzina Tablo przeprowadziła się do Dżakarty w Indonezji w 1980 roku, wkrótce po jego urodzeniu. Ze względu na pracę ojca spędził około 3 lat mieszkając w Dżakarcie zanim jego rodzina przenosiła się ponownie kilka razy do Szwajcarii i Hongkongu, ze względu na pracę ojca; na krótko wrócili do Korei Południowej, kiedy Tablo skończył sześć lat. Jego rodzina przeniosła się ponownie do Kanady, gdy miał osiem lat. Tablo uczęszczał do St. George's School w Vancouver, a następnie przeniósł się do Seoul International School. Jako student na Uniwersytecie Stanforda Tablo uzyskał jednocześnie tytuł licencjata z literatury angielskiej i tytuł magistra z kreatywnego pisania w ciągu trzech lat. Tablo ma starszą siostrę i starszego brata, którzy ukończyli odpowiednio Uniwersytet Cornella i Uniwersytet Columbia.
Tablo zaczął naukę gry na fortepianie w wieku sześciu lat, ale później przeszedł na skrzypce, na których uczył się grać przez 10 lat. Jego nauczyciel muzyki, który był uczniem Isaaca Sterna, zwykł mówić mu, że „muzyka to komunizm, ale grasz demokrację”. Tablo napisał tekst do piosenki sławnego piosenkarza Kim Gun-mo „Rainy Christmas”, gdy miał szesnaście lat; Kim zainteresował się Tablo po przeczytaniu jego wiersza. Podczas wcześniejszych lat życia Tablo cierpiał na napady depresji. Ilekroć stawiał czoła trudnościom, muzyka hip-hopowa służyła za punkt wyjścia. Jednak ojciec Tablo nie pochwalał jego wyboru zawodowego, więc jako nastolatek często uciekał z domu. Tablo później wyznał, że jego rodzina zmusiła go do zapisania się do Stanfordu, a nawet po wydaniu jego drugiego albumu, wciąż namawiali go do powrotu do Stanów Zjednoczonych, aby uczęszczał do szkoły prawniczej. Podczas pobytu w Stanford, Tablo związał się z undergroundową grupą hip-hopową 4n Objectz.

### 2003-2010: Sukces z Epik High iPieces of You
Tablo spotkał Mithra Jina i DJ Tukutza na undergroundowej scenie hip-hopowej. Utworzyli zespół Epik High i pod okiem członków Movement, szczególnie CB Mass (obecnie Dynamic Duo), próbowali nagrać swoją pierwszą płytę razem z hip-hopowym duetem i bliskimi przyjaciółmi – TBNY (w składzie: Yankie i TopBob). Jednak po tym jak członek CB Mass, Curbin, został oskarżony o kradzież pieniędzy z zespołu, CB Mass został rozwiązany. Tablo i Epik High ostatecznie podpisali kontrakt z Woolim Entertainment, firmą, która w tamtym czasie skupiała się na undergroundowym hip-hopie i nowoczesnym rocku. Tablo zadebiutował jako lider grupy Epik High w 2003 roku wraz z DJ Tukutzem i Mithra Jinem. Pierwszy album zespołu, Map of the Human Soul, został wydany 24 października 2003 roku. Jednak z powodu braku popularności hip-hopu w Korei Południowej album był komercyjną porażką. Dopiero wydanie drugiego albumu, High Society, sprawiło, że grupa stała się bardziej popularna. Trzeci album Epik High, Swan Songs, pierwotnie miał być ich ostatnim albumem; jednak po wydaniu stał się numerem jeden na wielu listach przebojów i zdobył wiele nagród hip-hopowych podczas końcoworocznych gali rozdania nagród. Jeden z głównych singli z albumu, „Fly”, znalazł się na ścieżce dźwiękowej gry komputerowej FIFA 07. Ze względu na liczne oferty ponownego nagrania piosenek „Fly” i „Paris”, CD sampler został wydany w Japonii.
W 2007 roku grupa wydała swój czwarty album, Remapping the Human Soul, dzięki któremu zdołali zająć pierwsze miejsce na miesięcznym rankingu sprzedaży, sprzedając ponad 47 tys. kopii płyty w pierwszym miesiącu wydania. Album stał się trzecim najlepiej sprzedającym się albumem w Korei Południowej w 2007 roku. Jednak wiele piosenek z tego albumu zostało zablokowanych przez kilka kanałów telewizyjnych, a wiek kupowania albumów został ograniczony do 19+ ze względu na tematykę niektórych utworów, którą Ministerstwo Kultury i Turystyki w Korei Południowej uznało za nieodpowiednie dla młodszych słuchaczy. W kwietniu 2008 roku zespół wydał swój kolejny album, Pieces, Part One, który był odniósł sukces komercyjny.
Pod koniec 2008 roku Tablo opublikował książkę zatytułowaną Pieces of You. Chociaż historie w niej zawarte były pierwotnie napisane w języku angielskim, książka została po raz pierwszy opublikowana w języku koreańskim. Tłumaczenie koreańskie sprzedało się w liczbie 50 tys. egzemplarzy w pierwszym tygodniu po premierze i znalazło się na liście bestsellerów w Korei. Oryginalna wersja w języku angielskim ukazała się w lutym 2009 roku i także osiągnęła umiarkowany sukces. Książka zyskała pozytywny oddźwięk krytyków. Po wygaśnięciu umowy grupy z Woolim Entertainment w 2008 roku, zespół założył własną niezależną wytwórnię Map the Soul i wydali album o tej samej nazwie. Poprzez niezależną wytwórnię grupa wydała jeszcze dwa albumy: [e] w 2009 roku i Epilogue w 2010 roku. W listopadzie 2013 roku Tablo ujawnił przyczynę zamknięcia wytwórni Map the Soul w swoim wywiadzie z HiphopLE, wyjaśniając że jeden z członków zarządu Map The Soul sprzeniewierzył jej fundusze.

### 2010-2011: Muzyczna przerwa i stanfordzka kontrowersja
W 2010 roku ogłoszono, że aktywność Epik High zostanie przerwana wskutek służby wojskowej DJ Tukutza; Tablo i Mithra Jin pracowali solo, aż do powrotu DJ Tukutza. Jednak w połowie 2010 roku grupa internautów wyraziła wątpliwości co do tła akademickiego Tablo, który studiował angielski i literaturę angielską na Uniwersytecie Stanforda. Przez dwie strony fanowskie, w szczególności „We Demand the Truth from Tablo” (Hangul: 타블로 에게 진실 을 요구 합니다, zw skrócie „Tajinyo”, Hangul: 타진 요), niektórzy internauci wyrażali opinie, że Tablo nie mógł ukończyć studia na Uniwersytecie Stanforda, uzyskując tytuł licencjata i magistra w zakresie języka angielskiego i kreatywnego pisania w ciągu zaledwie trzech i pół roku.
W czerwcu 2010 roku w Korei pojawiły się pierwsze felietony, kiedy jeden z menadżerów stron fanowskich, który posługiwał się nazwą użytkownika „whatbecomes”, twierdził, że przebieg studiów Tablo „nie ma sensu” wytykając to, co uważał za niespójność w wykazie ocen artysty. Mimo że Tablo opublikował swój oficjalny wykaz ocen i inne dokumenty prawne online, wielu internautów odmówiło uwierzenia mu i wzywali do ujawnienia innych dokumentów, takich jak jego oświadczenie imigracyjne i dyplom. Tablo odwiedził Uniwersytet Stanforda pod koniec sierpnia, aby obalić te zarzuty, przez zlecenie kierownikowi dziekanatu ponowne wydrukowanie swoich dokumentów nagrywając to, a także wielu znajomych artysty i jego byłych profesorów ze Stanfordu potwierdzało ważność jego tła akademickiego przed kamerą. Dokument ukazał się w dwóch częściach: Tablo Goes to Stanford i Tablo and South Korea Online, które wyemitowano na MBC 1 i 8 października. Jednak, mimo że dokument i administracja Stanfordu wyraźnie stanęły po stronie rapera, członkostwo strony „We Demand the Truth from Tablo” wzrosło do 190 tys. w ciągu kilku dni, ponieważ wielu internautów nadal odmawiało uwierzenia w autentyczność dokumentów. Tablo i członkowie jego rodziny otrzymywali groźby śmierci. Tablo ostatecznie opuścił Wooliment Entertainment podczas incydentu „Tajinyo”, nie chcąc zaszkodzić agencji lub zespołowi Infinite, który zadebiutował niedługo przed wybuchem kontrowersji.
9 października policja potwierdziła, że Tablo rzeczywiście ukończył Stanford, żądając informacji wykraczających poza to, co artysta już dostarczył, bezpośrednio z Uniwersytetu Stanforda. Południowokoreańska policja wydała list gończy w kraju i Interpolu w celu aresztowania „whatbecomes”, który okazał się być 57-letnim Amerykaninem pochodzenia koreańskiego o nazwisku Eungsuk Kim mieszkającym w Stanach Zjednoczonych. Ponadto dwudziestu dwóch internautów otrzymało wezwanie wskazujące, że zostali pozwani przez Tablo za przestępcze zniesławienie. Witryna została wkrótce zamknięta przez hosta, Naver, po wynikach śledztwa, które ujawniło również, że „whatbecomes” nielegalnie użył numeru identyfikacyjnego znajomego do stworzenia strony internetowej, naruszając warunki korzystania z Naver. Jednak wielu członków fanowskich stron dołączyło do innej społeczności o nazwie „We Demand the Truth from Tablo 2” (Hangul: 타블로 에게 진실 을 요구 합니다 2, lub „Tajinyo-i” (타진 요 2) w skrócie), mającą członkostwo ponad 33 tys. internautów, pomimo dowodów dostarczonych przez uniwersytet i policję.

## Życie prywatne
26 października 2009 roku Tablo poślubił koreańską aktorkę Kang Hye-jung. Ich córka, Haru, urodziła się 2 maja 2010 roku.

## Dyskografia

### Minialbumy
- Fever's End: Part 1 (2011)
- Fever's End: Part 2 (2011)

### Single
| Rok                 | Tytuł                                    | Najwyższa pozycja   | Najwyższa pozycja   | Sprzedaż            | Album               |
| Rok                 | Tytuł                                    | Gaon                | Hot 100             | Sprzedaż            | Album               |
| Jako główny artysta | Jako główny artysta                      | Jako główny artysta | Jako główny artysta | Jako główny artysta | Jako główny artysta |
| ------------------- | ---------------------------------------- | ------------------- | ------------------- | ------------------- | ------------------- |
| 2005                | „Rhapsody of Rain”                       | –                   | –                   | b.d.                | –                   |
| 2011                | „Airbag” (feat. Naul of Brown Eyed Soul) | 4                   | 5                   | KOR: 1 558 339+     | Fever's End: Part 1 |
| 2011                | „Bad” (나쁘다) (feat. Jinsil)            | 3                   | 4                   | KOR: 1 609 372+     | Fever's End: Part 1 |
| 2011                | „Tomorrow” (feat. Taeyang)               | 2                   | 3                   | KOR: 1 477 349+     | Fever's End: Part 2 |

### Wyprodukowane piosenki
- 2004: "이력서" (Dynamic Duo)
- 2004: "Sky High" (Nonstop 4 OST)
- 2005: "Campus Love Story"  (Cho PD)
- 2006: "내일은 오니까" (Paloalto & The Quiett)
- 2006: "남자라서 웃어요" (Kim Jang Hoon feat. Mithra Jin)
- 2006: "Never Know" (Lim Jeong-hee)
- 2006: "Rain Bow" (Infinity Flow)
- 2007: "여자라서 웃어요" (Sim Soo-bong feat. Mithra Jin)
- 2007: "Talk Play Love" (Anyband)
- 2012: "Style" (Rania)
- 2013: "Turn it up" (Lee Hi)
- 2013: "Special" (Lee Hi)
- 2013: "Fool" (Lee Hi)
- 2014: "Rise" (Taeyang)
- 2014: "Let go" (Taeyang)
- 2014: "Love you to death" (Taeyang)
- 2015: "Daydream" (Sunggyu z INFINITE feat. Borderline: Tablo & Kim Jong-wan z Nell)
- 2016: "Hashtag" (Younha)
- 2016: "Three words" (Sechskies)
- 2016: "Couple" (Sechskies) (niewymieniony)
- 2016: "Up All Night" (Lee Hi feat. Tablo)
- 2016: "Blues" (Lee Hi)
- 2016: "Missing You" (Lee Hi)
- 2016: "You" (Seungyoon z Winner)
- 2017: "Sad Song" (Sechskies)
- 2017: "Be Well" (Sechskies)
- 2017: "Drinking Problem" (Sechskies)
- 2018: "Hug Me" (iKON)

## Filmografia

### Filmy
| Rok  | Tytuł                  | Rola        | Uwagi                |
| ---- | ---------------------- | ----------- | -------------------- |
| 2007 | Fantastic Parasuicides | Min-ho      | rola główna          |
| 2007 | Cudowne dziecko        | klarnecista | cameo, niewymieniony |

### Programy telewizyjne
| Rok  | Tytuł                               | Stacja telewizyjna | Uwagi                                                    |
| ---- | ----------------------------------- | ------------------ | -------------------------------------------------------- |
| 2004 | Epik High's Love and Delusion       | Mnet               |                                                          |
| 2005 | Nonstop                             | MBC                | jako Tablo (sezon 5, główna rola)                        |
| 2007 | Geochim-eops-i High Kick            | MBC                | jako nauczyciel (cameo, odc. 150)                        |
| 2008 | Woman of Matchless Beauty           | MBC                | jako on sam (cameo, odc. 7 i 8)                          |
| 2008 | Music Bank                          | KBS2               | współprowadzący (z Kim Sung-eun i Min Seo-hyun )         |
| 2009 | Mnet Director's Cut                 | Mnet               | film telewizyjny                                         |
| 2009 | Come To Play                        | MBC                | jako on sam (odc. 262, Movement Special)                 |
| 2010 | Happy Together                      | KBS2               | gościnnie (sezon 3, odc. 144)                            |
| 2010 | Happy Birthday                      | KBS2               | gościnnie                                                |
| 2012 | Strong Heart                        | SBS                | gościnnie z innymi artystami YG Family                   |
| 2012 | Healing Camp, Aren't You Happy      | SBS                | gościnnie (5 listopada)                                  |
| 2013 | The Return of Superman              | KBS2               | członek obsady                                           |
| 2014 | Show Me the Money 3                 | Mnet               | producent/juror                                          |
| 2015 | Show Me the Money 4                 | Mnet               | producent/juror                                          |
| 2016 | Please Take Care of My Refrigerator | JTBC               | gościnnie (razem z Simonem Dominic; sezon 1, odc. 64,65) |